# 福島啓充
福島 啓充（ふくしま ひろみつ、1944年〈昭和19年〉 - ）は、日本の元検察官、弁護士。創価学会では、副会長などの役職を務めた。

## 経歴
明治大学付属明治高等学校を経て明治大学法学部を卒業。1965年に司法試験合格し、検察官（検事）に任官し、検察官を退官後に、1975年に弁護士となる。東京弁護士会副会長、法律扶助協会理事などを歴任。新麹町法律事務所所長。
創価学会では、副会長などの役職を務めた。